# アンカーストア

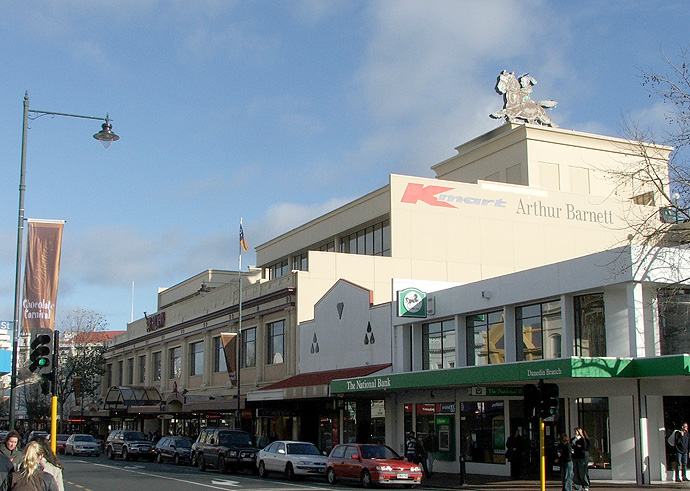
ニュージーランド南島ダニーデンのメリディアン・モールの壁面の上部には、2つのアンカーストア、Kマート・ニュージーランドとアーサー・バーネットのロゴタイプが掲げられている。

アンカーストア（英語: anchor store、アンカー・ストアとも表記）は、ショッピングセンターやショッピングモールにおいて、集客の中核となる最も大規模な小売店舗のことであり、通常は百貨店か、おもな小売りチェーンの大規模店舗である。ただし、場合によっては、飲食店や娯楽施設がアンカーストアとされることもある。
同様の意味で用いられる表現としては、アンカーテナント、キーテナント、メインテナント、マグネットストアなどがあり、英語では「ドロー・テナント (draw tenant)」ともいう。日本語のアンカー店、核店舗、核テナントも同義とされる。また文脈によっては単にアンカーと称することもある。
これとは別に、ショッピングセンターとは無関係に、多数の店舗を展開するチェーンにおいて比較的少数の特に重要な店舗を、アンカーストア、アンカー店と称することがある。

## アメリカ合衆国のショッピングセンターにおけるアンカーストア
ショッピングセンターがいちはやく20世紀半ばから発達したアメリカ合衆国では、20世紀末の段階で、ショッピングセンターの中核となるアンカーストアの有無や、地元資本ではなく全国的なチェーンがアンカーストアとして出店するか否かが、ショッピングセンターの経営を左右すると考えられるようになっていた。アンカーストアは、当初はシアーズ・ローバックに代表される百貨店であったが、百貨店業態の衰退とともに、他の大型店舗をアンカーストアに据える動きも出てきている。
魅力的なアンカーストアの出店は、ショッピングセンターの成功を左右するため、デベロッパーはアンカーストアに対して、他のテナントよりも有利な出店条件を提示することが一般的であるとされる。また、他の比較的小規模なテナントは、特定のアンカーストアが撤退した場合に応じた内容を契約に盛り込むことを求めることがしばしばある。
大規模なショッピングセンターの場合には、アンカーストアが複数おかれることもあり、2つのアンカーストアがある場合は、施設の両端に配置されることがよくある。1992年に開業した、世界最大級の規模をもつモール・オブ・アメリカは、四角形に近い巨大な施設の四隅に、シアーズ、ノードストローム、メイシーズ、ブルーミングデールズと4つの百貨店をアンカーストアとして配置していたが、このうちブルーミングデールズは2012年に撤退した。このように、もともと複数のアンカーストアを配していたショッピングセンターの中には、その一部が撤退した状態で営業を継続している例も増えている。
アメリカ合衆国などにおいてアンカーストアとされることがよくある例としては、百貨店であるシアーズ、メイシーズ、ノードストローム、フォン・マウアー、J.C.ペニー、ロード・アンド・テイラー、ニーマン・マーカス、サックス・フィフス・アベニュー、ヤンカース、コールズ、バーグナーズ、ディラーズ、カーソンズ、ハーバーガーズ、エルダー・ビアマン、ボストンストア、ベルク、ブルーミングデールズ、ザ・ボントンや、スポーツ用品などを扱うディックス・スポーティング・グッズ、バス・プロ・ショップスなどがある。かつて存在した同様の例としては、百貨店ではモンゴメリー・ワード、マーヴィンズ、イートンズ（カナダの百貨店）、ラザルス、フォーリーズ、マーシャル・フィールズ、ヘクツ、パリジャン、ザンガー＝ハリスなどがあり、スポーツ用品店ではギャリアンズがある。

## 日本のショッピングセンターにおけるアンカーストア
日本では、ショッピングセンターの規模によって、アンカーストア（核店舗）の業態も異なるものとされており、最も小規模なネイバーフッド・ショッピングセンター（住宅街などで展開されているショップ）ではスーパーマーケットやドラッグストア、これより一段階規模が大きいコミュニティ・ショッピングセンターではディスカウントストア、ゼネラルマーチャンダイズストアなどがアンカーストアとなり、さらに大きいリージョナル・ショッピングセンター以上の規模となると、百貨店や大型専門店がこれに加わるとされる。

## チェーン店におけるアンカーストア
アンカーストア、アンカー店は、ショッピングセンターとは無関係に、多数の店舗を展開するチェーンにおいて比較的少数の特に重要な店舗を指す表現として用いられることがある。